# Att ta farväl på riktigt sätt
Att ta farväl på riktigt sätt är en psalm skriven 1845 av Grundtvig. Översatt av Sven Christer Swahn 1979. En äldre översättning från 1925, av Axel Emanuel Friedlander, med titelraden Att säga världen helt farväl ingick i 1937 års psalmbok.
Melodin komponerad av hemmansägare Land Lars Ersson, före 1912.

## Publicerad som
- Nr 573 i 1937 års psalmbok med Friedlanders titelrad, under rubriken "Det kristna hoppet inför döden".
- Nr 747 i Sånger och psalmer 1951 med Friedlanders titelrad, under rubriken "Döden och det eviga livet. Döden och uppståndelsen". Dock med en annan medeltida melodi.
- Nr 586 i Lova Herren 1988 med titelraden O Jesu, sköt du om min själ under rubriken "Guds barn i bön och efterföljelse".
- Nr 622 i 1986 års psalmbok under rubriken "Livets gåva och gräns".